# Truxton (Misuri)
Truxton es una villa ubicada en el condado de Lincoln en el estado estadounidense de Misuri. En el Censo de 2010 tenía una población de 91 habitantes y una densidad poblacional de 142,25 personas por km².

## Geografía
Truxton se encuentra ubicada en las coordenadas 39°0′15″N 91°14′17″O / 39.00417, -91.23806. Según la Oficina del Censo de los Estados Unidos, Truxton tiene una superficie total de 0.64 km², de la cual 0.64 km² corresponden a tierra firme y (0.4%) 0 km² es agua.

## Demografía
Según el censo de 2010, había 91 personas residiendo en Truxton. La densidad de población era de 142,25 hab./km². De los 91 habitantes, Truxton estaba compuesto por el 100% blancos, el 0% eran afroamericanos, el 0% eran amerindios, el 0% eran asiáticos, el 0% eran isleños del Pacífico, el 0% eran de otras razas y el 0% pertenecían a dos o más razas. Del total de la población el 0% eran hispanos o latinos de cualquier raza.